# Europaparlamentsvalet i Danmark 2009
Europaparlamentsvalet i Danmark 2009 ägde rum söndagen den 7 juni 2009. Drygt fyra miljoner personer var röstberättigade i valet om de tretton mandat som Danmark hade tilldelats innan valet. I valet tillämpade landet ett valsystem med partilistor och d’Hondts metod, utan någon spärr för småpartier.
Valets två stora vinnare var båda euroskeptiska partier, dels vänsterpartiet Socialistisk Folkeparti och dels det nationalistiska Dansk Folkeparti. Båda partierna fördubblade sina väljarandelar i runda tal och erhöll också varsitt extra mandat jämfört med valet 2004. Dessa framgångar skedde främst på Socialdemokraternes bekostnad. De backade med över tio procentenheter och tappade samtidigt ett mandat. Även det EU-kritiska partiet Junibevægelsen mod Union tappade en stor andel av sitt stöd och miste sitt enda mandat. Radikale Venstre backade med några procentenheter och kunde därför inte behålla sitt mandat. Regeringspartierna Venstre och Konservative Folkeparti lyckades nå viss framgång, men det gav inget utslag i mandatfördelningen.
Valdeltagandet uppgick till 59,54 procent, en rekordökning med 11,65 procentenheter jämfört med valet 2004. Det var också det högsta valdeltagandet någonsin i ett danskt Europaparlamentsval. En förklaring till det höga valdeltagandet var att en folkomröstning om den danska tronföljden ägde rum parallellt med valet. För att ändringen skulle kunna träda i kraft krävdes att minst 40 procent av de röstberättigade röstade ja till förslaget i folkomröstningen. Ett lågt valdeltagande skulle således ha kunnat förhindra att lagförslaget godkändes.

## Valresultat
|                                                                                               |          |  |           |        |
|                                                                                               | Andel    |  | Antal     | Mandat |
| Socialdemokraterne                                                                            | 21,49 %  |  | 503 439   | 4      |
| Socialdemokraterne                                                                            | –11,16 % |  | –114 973  | –1     |
| Venstre                                                                                       | 20,24 %  |  | 474 041   | 3      |
| Venstre                                                                                       | +0,88 %  |  | +107 306  | ±0     |
| Socialistisk Folkeparti                                                                       | 15,87 %  |  | 371 603   | 2      |
| Socialistisk Folkeparti                                                                       | +7,91 %  |  | +220 837  | +1     |
| Dansk Folkeparti                                                                              | 15,28 %  |  | 357 942   | 2      |
| Dansk Folkeparti                                                                              | +8,48 %  |  | +229 153  | +1     |
| Konservative Folkeparti                                                                       | 12,69 %  |  | 297 199   | 1      |
| Konservative Folkeparti                                                                       | +1,34 %  |  | +82 227   | ±0     |
| Folkebevægelsen mod EU                                                                        | 7,20 %   |  | 168 555   | 1      |
| Folkebevægelsen mod EU                                                                        | +2,03 %  |  | +70 569   | ±0     |
| Radikale Venstre                                                                              | 4,27 %   |  | 100 094   | 0      |
| Radikale Venstre                                                                              | –2,09 %  |  | –20 379   | –1     |
| Junibevægelsen mod Union                                                                      | 2,37 %   |  | 55 459    | 0      |
| Junibevægelsen mod Union                                                                      | –6,71 %  |  | –116 468  | –1     |
| Övriga partier och kandidater                                                                 | 0,59 %   |  | 13 796    | 0      |
| Övriga partier och kandidater                                                                 | –0,69 %  |  | –10 490   | ±0     |
| Ogiltiga och blanka röster                                                                    | 3,04 %   |  | 73 440    | 0      |
| Ogiltiga och blanka röster                                                                    | +1,62 %  |  | +46 245   | ±0     |
| Valdeltagande                                                                                 | 59,54 %  |  | 2 415 568 | 13     |
| Valdeltagande                                                                                 | +11,65 % |  | +494 027  | –1     |
| Antal röstberättigade 4 057 100 01 EPP 04 S&D 03 ALDE 02 G/EFA 00 ECR 01 GUE/NGL 02 EFD 00 NI |          |  |           |        |